# Immunoglobulin E
Immunoglobulin E (IgE) er et antistof der normalt findes i lav koncentration i blodet. Koncentrationen stiger ved en infektion af parasitter og ved IgE-allergi.
IgE kan bindes til receptorer på mastceller og udløse allergi.